# Herald Sun Tour 2016
De 63e editie van de wielerwedstrijd Herald Sun Tour vond plaats van 3 tot en met 7 februari 2016. Startplaats was Melbourne en de finishplaats was Arthurs Seat. De ronde maakte deel uit van de UCI Oceania Tour 2016, in de categorie 2.1. In 2015 won de Australiër Cameron Meyer, dit jaar was Chris Froome de beste.

## Deelnemende ploegen
| WorldTour       | ProContinentaal    | Continentaal            | Nationaal |
| --------------- | ------------------ | ----------------------- | --------- |
| Orica GreenEDGE | Drapac             | Avanti IsoWhey Sports   | Australië |
| Team Sky        | Nippo-Vini Fantini | Data#3 Cisco            |           |
| Trek-Segafredo  | Novo Nordisk       | State of Matter/MAAP    |           |
|                 | ONE                | St. George-Merida       |           |
|                 | UnitedHealthcare   | Attaque Gusto           |           |
|                 |                    | JLT Condor              |           |
|                 |                    | Kenyan Riders Downunder |           |

## Etappe-overzicht
| etappe  | datum      | start        | finish       | type      | afstand | winnaar        | klassementsleider |
| ------- | ---------- | ------------ | ------------ | --------- | ------- | -------------- | ----------------- |
| Proloog | 3 februari | Melbourne    | Melbourne    | Proloog   | 2,1 km  | Will Clarke    | Will Clarke       |
| 1e      | 4 februari | Healesville  | Healesville  | Heuvelrit | 126 km  | Peter Kennaugh | Peter Kennaugh    |
| 2e      | 5 februari | Yarra Glen   | Moe          | Heuvelrit | 144 km  | Caleb Ewan     | Peter Kennaugh    |
| 3e      | 6 februari | Traralgon    | Inverloch    | Heuvelrit | 146 km  | John Murphy    | Peter Kennaugh    |
| 4e      | 7 februari | Arthurs Seat | Arthurs Seat | Heuvelrit | 122 km  | Chris Froome   | Chris Froome      |

## Etappe-uitslagen

### Proloog
| Melbourne - Melbourne (2,1 km (ITT)) |                              |                          |       |
| Plaats                               | Naam                         | Ploeg                    | Tijd  |
| Winnaar                              | Will Clarke                  | Drapac                   | 2'34" |
| 2                                    | Caleb Ewan                   | Orica GreenEDGE          | + 1"  |
| 3                                    | Neil Van der Ploeg           | Avanti IsoWhey Sports    | + 2"  |
| 4                                    | Robbie Hucker                | Avanti IsoWhey Sports    | + 3"  |
| 5                                    | Joseph Cooper                | Avanti IsoWhey Sports    | + 4"  |
| 6                                    | Sam Bewley                   | Orica GreenEDGE          | + 5"  |
| 7                                    | Niccolò Bonifazio            | Trek-Segafredo           | z.t.  |
| 8                                    | Damien Howson Peter Kennaugh | Orica GreenEDGE Team Sky | z.t.  |
| 10                                   | Anthony Giacoppo             | Avanti IsoWhey Sports    | z.t.  |
|                                      |                              |                          |       |
| 80                                   | Brian Kamstra                | Novo Nordisk             | + 17" |

### 1e etappe
| Healesville - Healesville (126 km) |                  |                       |          |
| Plaats                             | Naam             | Ploeg                 | Tijd     |
| Winnaar                            | Peter Kennaugh   | Team Sky              | 3u01'47" |
| 2                                  | Chris Froome     | Team Sky              | z.t.     |
| 3                                  | Dion Smith       | ONE                   | + 17"    |
| 4                                  | Anthony Giacoppo | Avanti IsoWhey Sports | z.t.     |
| 5                                  | Jack Haig        | Orica GreenEDGE       | z.t.     |
| 6                                  | Jack Bobridge    | Trek-Segafredo        | z.t.     |
| 7                                  | Adam Phelan      | Drapac                | z.t.     |
| 8                                  | Alistair Donohoe | Australië             | z.t.     |
| 9                                  | Damiano Cunego   | Nippo-Vini Fantini    | z.t.     |
| 10                                 | Christian Meier  | Orica GreenEDGE       | z.t.     |
|                                    |                  |                       |          |
| 43                                 | Brian Kamstra    | Novo Nordisk          | + 5'08"  |

| Algemeen klassement |                  |                       |          |
| Plaats              | Naam             | Ploeg                 | Tijd     |
| Gele trui           | Peter Kennaugh   | Team Sky              | 3u04'16" |
| 2                   | Chris Froome     | Team Sky              | + 7"     |
| 3                   | Dion Smith       | ONE                   | + 23"    |
| 4                   | Robbie Hucker    | Avanti IsoWhey Sports | + 25"    |
| 5                   | Joseph Cooper    | Avanti IsoWhey Sports | + 26"    |
| 6                   | Damien Howson    | Orica GreenEDGE       | + 27"    |
| 7                   | Anthony Giacoppo | Avanti IsoWhey Sports | z.t.     |
| 8                   | Jack Bobridge    | Trek-Segafredo        | + 28"    |
| 9                   | Nathan Earle     | Drapac                | z.t.     |
| 10                  | Chris Hamilton   | Australië             | z.t.     |
|                     |                  |                       |          |
| 56                  | Brian Kamstra    | Novo Nordisk          | + 5'30"  |

### 2e etappe
| Yarra Glen - Moe (144 km) |                   |                       |          |
| Plaats                    | Naam              | Ploeg                 | Tijd     |
| Winnaar                   | Caleb Ewan        | Orica GreenEDGE       | 3u29'06" |
| 2                         | Tanner Putt       | UnitedHealthcare      | z.t.     |
| 3                         | Peter Kennaugh    | Team Sky              | + 3"     |
| 4                         | Chris Froome      | Team Sky              | + 5"     |
| 5                         | Jack Bobridge     | Trek-Segafredo        | z.t.     |
| 6                         | Jack Haig         | Orica GreenEDGE       | + 14"    |
| 7                         | Niccolò Bonifazio | Trek-Segafredo        | + 25"    |
| 8                         | John Murphy       | UnitedHealthcare      | z.t.     |
| 9                         | Patrick Shaw      | Avanti IsoWhey Sports | z.t.     |
| 10                        | Fumiyuki Beppu    | Trek-Segafredo        | z.t.     |
|                           |                   |                       |          |
| 50                        | Brian Kamstra     | Novo Nordisk          | + 2'38"  |

| Algemeen klassement |                  |                       |          |
| Plaats              | Naam             | Ploeg                 | Tijd     |
| Gele trui           | Peter Kennaugh   | Team Sky              | 6u33'21" |
| 2                   | Chris Froome     | Team Sky              | + 13"    |
| 3                   | Jack Bobridge    | Trek-Segafredo        | + 31"    |
| 4                   | Jack Haig        | Orica GreenEDGE       | + 48"    |
| 5                   | Dion Smith       | ONE                   | + 52"    |
| 6                   | Damien Howson    | Orica GreenEDGE       | + 53"    |
| 7                   | Anthony Giacoppo | Avanti IsoWhey Sports | + 54"    |
| 8                   | Robbie Hucker    | Avanti IsoWhey Sports | z.t.     |
| 9                   | Patrick Shaw     | Avanti IsoWhey Sports | + 55"    |
| 10                  | Joseph Cooper    | Avanti IsoWhey Sports | z.t.     |
|                     |                  |                       |          |
| 47                  | Brian Kamstra    | Novo Nordisk          | + 8'09"  |

### 3e etappe
| Traralgon - Inverloch (146 km) |                    |                       |          |
| Plaats                         | Naam               | Ploeg                 | Tijd     |
| Winnaar                        | John Murphy        | UnitedHealthcare      | 3u20'52" |
| 2                              | Niccolò Bonifazio  | Trek-Segafredo        | z.t.     |
| 3                              | Steele Von Hoff    | ONE                   | z.t.     |
| 4                              | Jesse Kerrison     | State of Matter/MAAP  | z.t.     |
| 5                              | Anthony Giacoppo   | Avanti IsoWhey Sports | z.t.     |
| 6                              | Caleb Ewan         | Orica GreenEDGE       | z.t.     |
| 7                              | Neil Van der Ploeg | Avanti IsoWhey Sports | z.t.     |
| 8                              | Daniele Colli      | Nippo-Vini Fantini    | z.t.     |
| 9                              | Alistair Donohoe   | Australië             | z.t.     |
| 10                             | Luke Rowe          | Team Sky              | z.t.     |
|                                |                    |                       |          |
| 15                             | Brian Kamstra      | Novo Nordisk          | z.t.     |

| Algemeen klassement |                  |                       |          |
| Plaats              | Naam             | Ploeg                 | Tijd     |
| Gele trui           | Peter Kennaugh   | Team Sky              | 9u54'13" |
| 2                   | Chris Froome     | Team Sky              | + 13"    |
| 3                   | Jack Bobridge    | Trek-Segafredo        | + 31"    |
| 4                   | Jack Haig        | Orica GreenEDGE       | + 48"    |
| 5                   | Dion Smith       | ONE                   | + 52"    |
| 6                   | Damien Howson    | Orica GreenEDGE       | + 53"    |
| 7                   | Anthony Giacoppo | Avanti IsoWhey Sports | + 54"    |
| 8                   | Robbie Hucker    | Avanti IsoWhey Sports | z.t.     |
| 9                   | Patrick Shaw     | Avanti IsoWhey Sports | + 55"    |
| 10                  | Joseph Cooper    | Avanti IsoWhey Sports | z.t.     |
|                     |                  |                       |          |
| 46                  | Brian Kamstra    | Novo Nordisk          | + 8'09"  |

### 4e etappe
| Arthurs Seat - Arthurs Seat (122 km) |                  |                       |          |
| Plaats                               | Naam             | Ploeg                 | Tijd     |
| Winnaar                              | Chris Froome     | Team Sky              | 2u58'44" |
| 2                                    | Damien Howson    | Orica GreenEDGE       | + 17"    |
| 3                                    | Jonathan Clarke  | UnitedHealthcare      | + 21"    |
| 4                                    | Chris Hamilton   | Australië             | + 29"    |
| 5                                    | Robbie Hucker    | Avanti IsoWhey Sports | z.t.     |
| 6                                    | Jack Haig        | Orica GreenEDGE       | z.t.     |
| 7                                    | Peter Kennaugh   | Team Sky              | + 32"    |
| 8                                    | Jack Bobridge    | Trek-Segafredo        | + 36"    |
| 9                                    | Anthony Giacoppo | Avanti IsoWhey Sports | + 41"    |
| 10                                   | Dion Smith       | ONE                   | + 43"    |
|                                      |                  |                       |          |
| 32                                   | Brian Kamstra    | Novo Nordisk          | + 3'50"  |

## Eindklassementen
| Plaats    | Naam             | Ploeg                 | Tijd      |
| --------- | ---------------- | --------------------- | --------- |
| Gele trui | Chris Froome     | Team Sky              | 12u53'00" |
| 2         | Peter Kennaugh   | Team Sky              | + 29"     |
| 3         | Damien Howson    | Orica GreenEDGE       | + 1'01"   |
| 4         | Jack Bobridge    | Trek-Segafredo        | + 1'04"   |
| 5         | Jack Haig        | Orica GreenEDGE       | + 1'14"   |
| 6         | Jonathan Clarke  | UnitedHealthcare      | + 1'15"   |
| 7         | Robbie Hucker    | Avanti IsoWhey Sports | + 1'20"   |
| 8         | Chris Hamilton   | Australië             | + 1'23"   |
| 9         | Anthony Giacoppo | Avanti IsoWhey Sports | + 1'32"   |
| 10        | Dion Smith       | ONE                   | z.t.      |
| 11        | Patrick Shaw     | Avanti IsoWhey Sports | + 1'43"   |
| 12        | Steven Lampier   | JLT Condor            | + 1'51"   |
| 13        | Nathan Earle     | Drapac                | + 2'01"   |
| 14        | Adam Phelan      | Drapac                | + 2'02"   |
| 15        | Alistair Donohoe | Australië             | z.t.      |
| 16        | James Oram       | ONE                   | + 2'12"   |
| 17        | Lachlan Norris   | Drapac                | + 2'13"   |
| 18        | Jai Hindley      | Attaque Gusto         | + 2'14"   |
| 19        | Benjamin Dyball  | Australië             | + 2'18"   |
| 20        | Michael Storer   | Australië             | + 2'24"   |
|           |                  |                       |           |
| 34        | Brian Kamstra    | Novo Nordisk          | + 11'56"  |

| Plaats      | Naam           | Ploeg         | Punten |
| ----------- | -------------- | ------------- | ------ |
| Groene trui | Benjamin Hill  | Attaque Gusto | 30     |
| 2           | Chris Froome   | Team Sky      | 22     |
| 3           | Peter Kennaugh | Team Sky      | 16     |

| Plaats      | Naam         | Ploeg                | Punten |
| ----------- | ------------ | -------------------- | ------ |
| Zwarte trui | Chris Froome | Team Sky             | 108    |
| 2           | Chris Harper | State of Matter/MAAP | 56     |
| 3           | Yuma Koishi  | Nippo-Vini Fantini   | 24     |

| Plaats     | Naam             | Ploeg         | Punten    |
| ---------- | ---------------- | ------------- | --------- |
| Witte trui | Chris Hamilton   | Australië     | 12u54'23" |
| 2          | Alistair Donohoe | Australië     | + 39"     |
| 3          | Jai Hindley      | Attaque Gusto | + 51"     |

| Plaats | Ploeg                 | Tijd      |
| ------ | --------------------- | --------- |
|        | Team Sky              | 38u43'28" |
| 2      | Avanti IsoWhey Sports | + 7"      |
| 3      | Australië             | + 28"     |

## Klassementenverloop
| Etappe       | Winnaar        | Algemeen klassement · | Puntenklassement · | Bergklassement · | Jongerenklassement · | Ploegenklassement ·   |
| ------------ | -------------- | --------------------- | ------------------ | ---------------- | -------------------- | --------------------- |
| P            | Will Clarke    | Will Clarke           | niet uitgereikt    | niet uitgereikt  | Caleb Ewan           | Avanti IsoWhey Sports |
| 1            | Peter Kennaugh | Peter Kennaugh        | Peter Kennaugh     | Chris Froome     | Chris Hamilton       | Team Sky              |
| 2            | Caleb Ewan     | Peter Kennaugh        | Peter Kennaugh     | Chris Harper     | Chris Hamilton       | Team Sky              |
| 3            | John Murphy    | Peter Kennaugh        | Benjamin Hill      | Chris Harper     | Chris Hamilton       | Team Sky              |
| 4            | Chris Froome   | Chris Froome          | Benjamin Hill      | Chris Froome     | Chris Hamilton       | Team Sky              |
| 0Eindstanden | 0Eindstanden   | Chris Froome          | Benjamin Hill      | Chris Froome     | Chris Hamilton       | Team Sky              |

Mannen:
1952 · 
1953 · 
1954 · 
1955 · 
1956 · 
1957 · 
1958 · 
1959 · 
1960 · 
1961 · 
1962 · 
1963 · 
1964 · 
1965 · 
1966 · 
1967 · 
1968 · 
1969 · 
1970 · 
1971 · 
1972 · 
1973 · 
1974 · 
1975 · 
1976 · 
1977 · 
1978 · 
1979 · 
1980 · 
1981 · 
1982 · 
1983 · 
1984 · 
1985 · 
1986 · 
1987 · 
1988 · 
1989 · 
1990 · 
1991 · 
1992 · 
1993 · 
1994 · 
1995 · 
1996 · 
1997 · 
1998 · 
1999 · 
2000 · 
2001 · 
2002 · 
2003 · 
2004 · 
2005 · 
2006 · 
2007 · 
2008 · 
2009 · 
2010 · 
2011 · 
2012 · 
2013 ·
2014 ·
2015 ·
2016 ·
2017 ·
2018 ·
2019 ·
2020
Vrouwen:
2018 ·
2019 ·
2020
 Cadel Evans Great Ocean Road Race ·
 Herald Sun Tour